# Camposaurus
Camposaurus (лат.) — род тероподных динозавров из семейства Coelophysidae. Известен по ископаемым остаткам из верхнетриасовых (норийских) отложений Аризоны, США. Включает единственный вид — Camposaurus arizonensis.

## История открытия

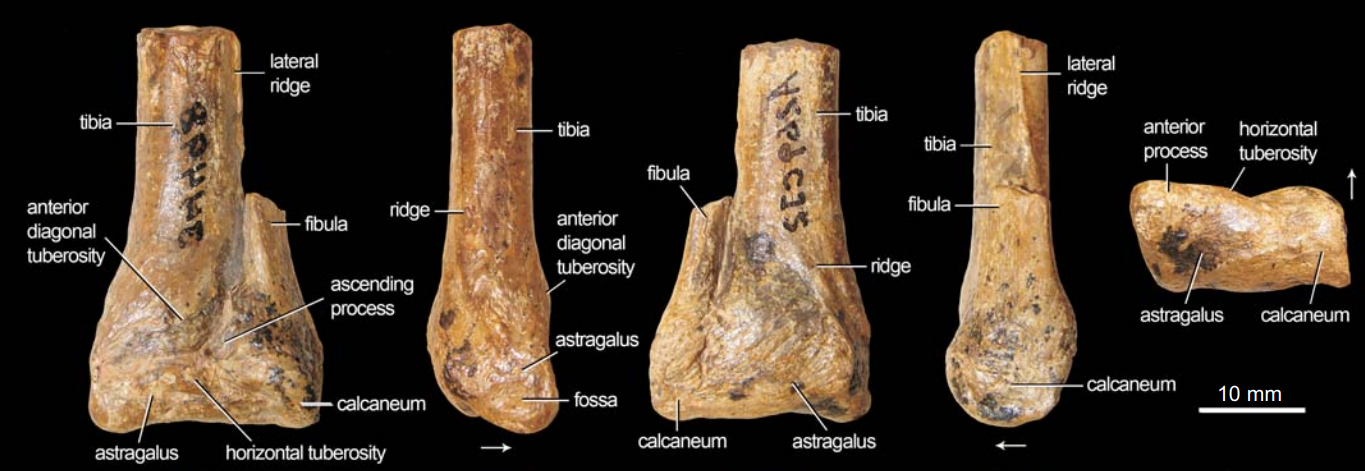
Голотип в нескольких приекциях

Голотип UCMP 34498 был обнаружен в 1934 году в карьере Placerias (назван в честь одноимённого рода дицинодонтов) в норийских отложениях в Аризоне, которые считались относящимися к формации Блюуотер-Крик. Впоследствии отложения Блюуотер-Крик были отнесены к формации Чинле.
Голотип UCMP 34498 представлен фрагментами костей нижней части ноги: дистальными частями мало- и большеберцовых костей, сросшимися таранными и пяточными костями и другие фрагменты. В первой публикации как паратипы были указаны некоторые другие разрозненные остатки из того же местонахождения, однако из-за фрагментарности материала и отсутствия возможности проведения аналогий с голотипом эта точка зрения была отвергнута в более поздних работах.
Типовой вид, Camposaurus arizonensis, был описан Адрианом Хантом, Спенсером Лукасом, Эндрю Хеккертом, Робертом Салливаном и Мартином Локли в 1998 году. Родовое название означает «ящер Кэмпа» и дано в честь палеонтолога Чарльза Льюиса Кэмпа. Видовое название arizonensis связано с местом обнаружения окаменелостей (Аризона).

## Описание
Camposaurus — небольшой плотоядный тероподный динозавр. Приблизительные длину и массу невозможно достоверно оценить из-за скудности материала. В отличие от своих сородичей, область большеберцовой кости, которая соединяется с малоберцовой костью, имеет отчётливый гребень на противоположной стороне. Ещё одна уникальная особенность — отсутствие большого медиального бугорка на таранной кости.

## Классификация
Camposaurus считается одним из самых древних (возможно, древнейшим) известным представителем Neotheropoda. Изначально таксон был отнесён к кладе цератозавров (Ceratosauria) на основании анализа Long и Murray (1995). Морфология животного схожа с целофизисом, из-за чего в некоторых работах роды синонимизировались. В 2000 году Downs изучил Camposaurus и пришёл к выводу, что он является младшим синонимом Coelophysis из-за его сходства с некоторыми образцами Coelophysis с Ghost Ranch. В обзоре Nesbitt и др., опубликованном в 2007 году, было обнаружено, что строение костей лодыжки неотличимо от такового у Coelophysis bauri. Основываясь на этом, Nesbitt пришёл к выводу, что эти два рода являются синонимами.
Филогенетический анализ 2011 года показал, что Megapnosaurus является близким родственником Camposaurus.
Скудность известных материалов привела к интерпретации Camposaurus рядом учёных как nomen dubium. Повторная оценка голотипа UCMP 34498 Camposaurus arizoniensis, проведенная Ezcurra и Brusatte, выявила две аутапоморфии, что указывает на валидность рода и вида. Этот анализ также показал, что Camposaurus является представителем Neotheropoda, и, согласно филогенетическому анализу, его ближайшим известным родственником является Megapnosaurus, поскольку у них есть общие черты в строении лодыжки. Синонимия с Coelophysis была признана неподтверждённой в 2017 году, когда в ходе филогенетического анализа, проведённого Ezcurra, Camposaurus был отнесён к кладе, включающей также Megapnosaurus, Segisaurus, а также Lucianovenator.

### Отличительные анатомические особенности
Согласно  Ezcurra и Brusatte (2011), Camposaurus можно отличить по следующим признакам:
- каудальный гребень суставной поверхности большеберцовой кости на малоберцовой кости выступает, образуя острый продольный гребень, медиальная поверхность имеет сильно развитый, изогнутый в ростральную сторону, диагональный бугорок;
- астрагал не имеет сильного выступа медиального мыщелка тела астрагала, в результате чего тело астрагала приобретает почти прямоугольную форму в дистальной части, а вентральный край становится слегка вогнутым в краниальной части.